# وجود و ماهیت
در مواجهه با یک شیء دو معنا از آن می‌توان برداشت کرد: اینکه آن شیء هست و اینکه آن شیء چیست. در فلسفهٔ اسلامی به معنای اول وجود و به معنای دوم ماهیت گفته می‌شود. این تمایز را می‌توان تا تحلیلات ثانی ارسطو دنبال کرد اما برای اولین بار ابن‌سینا آن را به صراحت ذکر کرده است.
به عبارتی وجود از آن جهت که موجودات وجود دارند وجه مشترک آنان به‌شمار می‌رود. ماهیت از آن جهت که موجودات هر دسته ماهیت به خصوصی دارند (مثلا ماهیت اسب با ماهیت انسان متفاوت است) وجه اختصاصی آنها شمرده می‌شود.

## اصالت وجود یا ماهیت
در فلسفه متأخر اسلامی این مسئله مطرح شده است که وجود شیء اصیل است یا ماهیت آن. به عبارت دیگر چیزی که جهان خارج را پر کرده و منشأ اثر است وجود است یا ماهیت. این مسئله را به این شکل برای اولین بار میرداماد مطرح کرده است اما برخی مناقشه بر سر وجود کلی طبیعی در خارج را صورت اولیهٔ آن دانسته‌اند. میرداماد خود به اصالت ماهیت قائل بوده است اما ملاصدرا و تابعان او قائل به اصالت وجوداند.